# Bhandara
Bhandara és una ciutat i consell municipal al districte de Bhandara del que és capital, a l'estat de Maharashtra, Índia. És la segona ciutat de Vidharba. Està situada a la vora del riu Waiganga. Té una població (2001) de 85.034 habitants (el 1881 eren 11.500 i el 1901 eren 14.023). Fou declarada municipalitat el 1867.